# Озон (Горња Лоара)
Озон (фр. Auzon) насеље је и општина у централној Француској у региону Оверња, у департману Горња Лоара која припада префектури Бријуд.
По подацима из 2011. године у општини је живело 905 становника, а густина насељености је износила 53,36 становника/km². Општина се простире на површини од 16,96 km². Налази се на средњој надморској висини од 440 метара (максималној 755 m, а минималној 400 m).

## Демографија
| 1962. | 1968. | 1975. | 1982. | 1990. | 1999. | 2011. |
| ----- | ----- | ----- | ----- | ----- | ----- | ----- |
| 942   | 1.007 | 1.071 | 1.047 | 920   | 817   | 905   |

График промене броја становника у току последњих година